# Salvador Moreno Fernández
Salvador Moreno Fernández (Ferrol, La Coruña, 14 de octubre de 1886 - Madrid, 2 de mayo de 1966) fue un militar español que participó en el golpe de Estado en España de julio de 1936 contra la Segunda República que desencadenó la guerra civil española (1936-1939), tras la que ocupó varios cargos durante la dictadura de Franco, entre ellos el de ministro de Marina.

## Biografía
Ingresó en 1903 como aspirante de Marina, logrando en 1908 el rango de oficial de la Marina. Gentilhombre de cámara con ejercicio del rey Alfonso XIII desde 1927. Tras desempeñar el cargo de Jefe de la Base Naval de Ríos, en Vigo, en 1933 se le asignó el mando del buque-escuela Juan Sebastián Elcano.
Se incorporó inmediatamente a la sublevación militar de julio de 1936 en Ferrol, consiguiendo apoderarse del crucero ligero Almirante Cervera, que se encontraba fondeado en el Arsenal ferrolano, controlado por oficiales, marinería y civiles contrarios al golpe. Subió al crucero acompañado por el capitán de artillería Martínez Lorenzo, consiguiendo disuadir a la tripulación y tomar el control del mismo. Por este hecho se le concedería en 1939 la cruz Laureada de San Fernando.
El 23 de julio, siendo  capitán de fragata, se hizo a la mar al mando del crucero Almirante Cervera donde tuvo gran protagonismo en operaciones marítimas del Frente Norte. La primera misión fue acudir a Gijón en auxilio de los militares ahí sublevados, éstos se hallaban sitiados en los cuarteles de Zapadores y Simancas, a los que ayudaba cañoneando objetivos solicitados por ellos, especialmente en los alrededores de los cuarteles los sitiados. La eficacia militar de esos cañoneos no fue nunca muy grande, pero sí la  impresión que causaban en la moral de los sitiados. "Disparad sobre nosotros. El enemigo está dentro" fue la última comunicación entre los cuarteles sitiados y el crucero Cervera, orden que nunca se ejecutó por creer el Comandante Moreno que era un ardid del enemigo.
Después, pasó a mandar el crucero pesado Canarias, dentro de las operaciones en el Mediterráneo y el Atlántico, donde también obtuvo importantes éxitos. Es de destacar que al mando del Canarias participó en la Batalla de Machichaco donde recogió e hizo prisioneros a los 20 supervivientes del bou Nabarra, que unos meses después fueron juzgados en Consejo de Guerra y condenados a muerte, pero la intercesión directa ante el general Franco del Comandante Salvador Moreno, impresionado por el valor demostrado por la tripulación del Nabarra, hizo que Franco les indultara y les pusiera en libertad en reconocimiento a su valentía.
En febrero de 1937 comandó el crucero pesado Canarias desde el cual perpetró la masacre de la carretera Málaga-Almería que consistió en el bombardeo indiscriminado de población civil que huía en masa por la carretera desde Málaga hacia Almería, tras la caída de Málaga en manos del bando nacional, causando entre 3000 y 5000 muertos, según diversas fuentes tras lo cual fue nombrado segundo jefe de Estado Mayor de la Armada, y en agosto de 1939 fue proclamado ministro de Marina, cargo que desempeñó en dos etapas (1939-45 y 1951-57). Fue el encargado de acometer la reconstrucción de la Armada española tras la Guerra Civil.
En su papel de ministro de Marina, fue uno de los altos cargos del régimen que más insistió para que España no tomase parte en la Segunda Guerra Mundial. De hecho, él y el entonces capitán de fragata Luis Carrero Blanco redactaron en 1940 el informe que desaconsejaba la intervención española en el conflicto., aunque España participó apoyando al Eje fascista, con la División Azul, la Legión Azul, o construyendo submarinos para la Kriegsmarine, operación en la que Salvador Moreno participó.
Ascendido a almirante en 1950, en 1951 le fue concedida la gran cruz del Mérito Aeronáutico.
Fue también caballero de la Orden de San Lázaro de Jerusalén. Estuvo enterrado en el Panteón de Marinos Ilustres de San Fernando (Cádiz) hasta que fue exhumado el 3 de agosto de 2024.

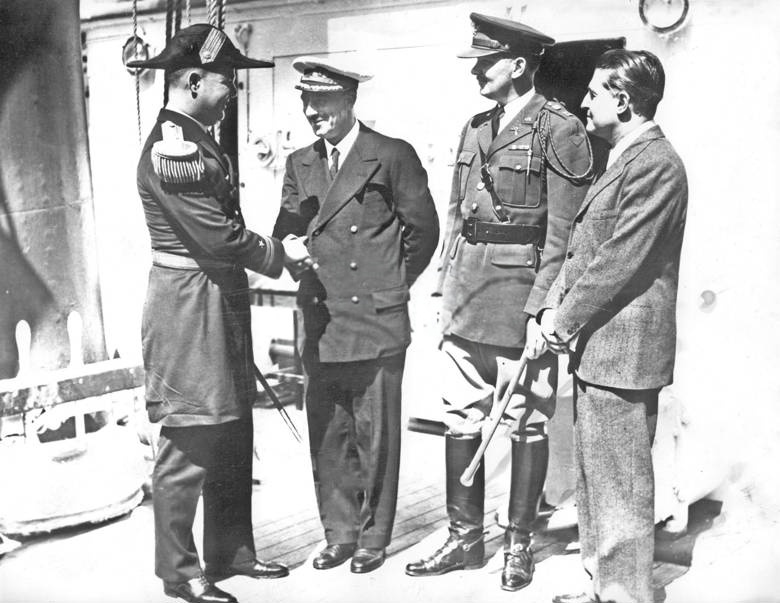
Nueva York 1935. Salvador Moreno (2º por la izda.), capitán del Juan Sebastián de Elcano, saluda a los marinos de EEUU Hums (1º i.) y Hunt (3º i.) en presencia del cónsul español.

## Imputación por crímenes contra la humanidad
Fue uno de los treinta y cinco altos cargos del franquismo imputados por la Audiencia Nacional en el sumario instruido por Baltasar Garzón, por los delitos de detención ilegal y crímenes contra la humanidad cometidos durante la guerra civil española y en los primeros años del régimen, y que no fue procesado al comprobarse su fallecimiento. Posteriormente, el Tribunal Supremo estimó que la calificación de «crímenes contra la humanidad» por parte de Garzón fue errónea, ya que este concepto fue definido con posterioridad a los hechos imputados (principio de legalidad).
Salvador Moreno Fernández fue comandante del crucero Almirante Cervera. Se sublevó y se hizo con el mando de dicho crucero, por lo que fue premiado con la Cruz de San Fernando. Al terminar la guerra, el general Franco lo nombró ministro de Marina, cargo que desempeñó durante dos periodos: entre 1939 y 1945 y posteriormente entre 1951 y 1957, año en que falleció. Sus restos fueron enterrados en San Fernando. En el sumario abierto  en 2006 por el juez Baltasar Garzón de la Audiencia Nacional aparece el nombre de Salvador Moreno y el de su hermano Francisco Moreno Fernández en el listado de altos cargos del franquismo imputados por crímenes contra la humanidad y delitos de detención ilegal. 
Tanto Salvador Moreno, como su hermano Francisco Moreno Fernández y Juan Cervera Valderrama, estuvieron implicados directamente en los bombardeos sufridos por la población civil malagueña durante su huida por la carretera nacional 340. Los cruceros Cervera, Baleares y Canarias efectuaron bombardeos que provocaron la muerte de entre 3000 y 5000 civiles, según las estimaciones más conservadoras. 
Los tres almirantes mencionados fueron enterrados con todos los honores en el Panteón de Marinos Ilustres de San Fernando (Cádiz). La Asociación por la Memoria Militar Democrática registró una petición al Ministerio de Defensa español para la exhumación de dichos restos mortales
y para la eliminación de sus placas y lápidas. Para ello reivindican la aplicación de la Ley de Memoria Democrática, que obliga a la retirada de elementos que reivindiquen la sublevación, la dictadura y la represión franquista. Los restos del almirante fueron finalmente exhumados y entregados a la familia en agosto de 2024.